# Minyriolus pusillus
Espèce
Synonymes
- Theridion pusillum Wider, 1834
- Micryphantes ochropus C. L. Koch, 1838
- Walckenaera minima O. Pickard-Cambridge, 1863
- Lophocarenum apiculatum Menge, 1868
- Erigone sordidata Thorell, 1873
- Neriene pygmaea O. Pickard-Cambridge, 1893
- Microneta innotabilis Bösenberg, 1902

Minyriolus pusillus est une espèce d'araignées aranéomorphes de la famille des Linyphiidae.

## Distribution
Cette espèce  se rencontre en zone paléarctique.

## Publication originale
- Wider, 1834 : Beschreibung der Arachniden. in Zoologische miscellen. Museum Senckenbergianum, Abhandlungen aus dem Gebiete der beschreibenden Naturgeschichte, vol. 1, p. 195-276.